# Lasius piliferus
Lasius piliferus es una especie de hormigas endémicas de la península ibérica (España, Portugal y Andorra).